# Krzysztof Zaremba
Krzysztof Piotr Zaremba (Szczecin, 12 de dezembro de 1972 –) é um político da Polônia. Foi eleito para a Sejm em 25 de setembro de 2005 com 22812 votos em 41 no distrito de Szczecin, candidato pelas listas do partido Platforma Obywatelska.
Ele também foi membro da Sejm 2001-2005.